# Cheilanthes arabica
Cheilanthes arabica là một loài dương xỉ trong họ Pteridaceae. Loài này được Dcne., Buchinger mô tả khoa học đầu tiên năm 1846.
Danh pháp khoa học của loài này chưa được làm sáng tỏ. 